# Киселёв, Семён Григорьевич
Семён Григорьевич Киселёв (род. 1927) — советский кинорежиссёр. Член Союза кинематографистов СССР. Лауреат Ленинской премии в области кинематографии (1980).

## Биография
Родился 13 июня 1927 года в городе Москва в семье военнослужащего РККА, позже семья переехала в город Киев по месту службы отца.
С 1941 года после начала Великой Отечественной войны, С. Г. Киселёв вместе со своей семьёй был эвакуирован в Омск и начал свою трудовую деятельность в возрасте четырнадцать лет в должности рабочего сцены в Московском театре имени Е. Б. Вахтангова, который находился в эвакуации в Омске и располагался в здании Омского государственного драматического театра. В 1943 году отец С. Г. Киселёва, погиб на Курской битве. С 1943 года после возвращения в Москву в возрасте шестнадцати лет призван в ряды Рабоче-Крестьянской Красной армии и ушёл добровольцем на фронт. Служил в составе Кронштадтского учебного отряда добровольцев, позже проходил обучение в Вентспилской школе юнг Балтийского флота, после окончания которой служил в составе 2-й учебной гвардейской миномётной бригады. С 1945 по 1957 годы служил в качестве  инструктора по культурно-художественной работе Дома офицеров Московского округа ПВО.
С 1957 по 1963 году проходил обучение на режиссёрском факультете Всесоюзного государственного института кинематографии, его учителем был известный педагог Р. Л. Кармен. В 1963 году С. Г. Киселёвым в качестве дипломной работы был создан документальный фильм «Нас 18 тысяч».
С 1964 по 1966 годы работал в качестве ассистента режиссёра и режиссёром  Ленинградской студии документальных фильмов. С 1969 по 1990 годы в течение двадцати одного года, С. Г. Киселёв работал — режиссёром Центральной студии документальных фильмов. С. Г. Киселёв был режиссёром таких документальных фильмов как: на ЛСДФ — «Внуки Железной» (1964), «15 секунд» (1966); на РЦСДФ — «Разговор после фильма» (1968), «Отец великана» (1970), «Сладкий берёзовый сок» (1974), «Забота о будущем» и «Битва на море» (в эпопее «Великая Отечественная»)  (1979),  «Москва ждёт Олимпиаду-80» (1980).
С 1969 года С. Г. Киселёв являлся членом Союза кинематографистов СССР.
22 апреля 1980 года Постановлением ЦК КПСС и Совета Министров СССР «за фильм «Битва на море» в документально-публицистической киноэпопее «Великая Отечественная» (1978) в двадцати полнометражных фильмах» С. Г. Киселёв был удостоен Ленинской премии в области кинематографии
С 1994 года семья С. Г. Киселёва, вместе с ним переехала на постоянное место жительства в город Скоттсдейл, штат Аризона США.

## Награды
- Ленинская премия в области кинематографии (1980[4])
- Медаль «За победу над Германией в Великой Отечественной войне 1941—1945 гг.»